# Manerebia mycalesoides
Manerebia mycalesoides is een vlinder uit de onderfamilie Satyrinae van de familie Nymphalidae. De wetenschappelijke naam van de soort is, als Pronophila mycalesoides, voor het eerst geldig gepubliceerd in 1867 door Felder.